# St. George (Vermont)
St. George és una població dels Estats Units a l'estat de Vermont. Segons el cens del 2000 tenia 698 habitants.

## Demografia
Segons el cens del 2000, St. George tenia 698 habitants, 264 habitatges, i 200 famílies. La densitat de població era de 75,1 habitants per km².
Dels 264 habitatges en un 43,6% hi vivien nens de menys de 18 anys, en un 58% hi vivien parelles casades, en un 10,6% dones solteres, i en un 24,2% no eren unitats familiars. En el 18,6% dels habitatges hi vivien persones soles el 4,9% de les quals corresponia a persones de 65 anys o més que vivien soles. El nombre mitjà de persones vivint en cada habitatge era de 2,64 i el nombre mitjà de persones que vivien en cada família era de 2,97.
Per edats la població es repartia de la següent manera: un 29,9% tenia menys de 18 anys, un 6,7% entre 18 i 24, un 33,8% entre 25 i 44, un 22,8% de 45 a 60 i un 6,7% 65 anys o més.
L'edat mediana era de 34 anys. Per cada 100 dones de 18 o més anys hi havia 103,8 homes.
La renda mediana per habitatge era de 44.028 $ i la renda mediana per família de 43.438 $. Els homes tenien una renda mediana de 33.036 $ mentre que les dones 24.375 $. La renda per capita de la població era de 22.882 $. Entorn del 7,5% de les famílies i el 8,9% de la població estaven per davall del llindar de pobresa.